# Hibiscus vilhenae
Hibiscus vilhenae là một loài thực vật có hoa trong họ Cẩm quỳ. Loài này được Cavaco mô tả khoa học đầu tiên năm 1954.